# Dernière Mission à Nicosie
Pour plus de détails, voir Fiche technique et Distribution.
Dernière Mission à Nicosie (titre original : The High Bright Sun) est un film britannique réalisé par Ralph Thomas, d'après un roman, puis un scénario de Ian Stuart Black, sorti en 1964. L'action du film se déroule durant la guerre d'indépendance de Chypre  à la fin des années 1950.

## Synopsis
En 1957, Juno est une étudiante américaine en archéologie, qui visite Chypre chez la famille du meilleur ami de son père, le Dr Andros. Témoin d’une attaque menée par deux hommes armés de l’EOKA, qui entraîne la mort de deux soldats britanniques, elle demeure incapable d’identifier les tueurs auprès de l’officier de renseignement britannique local, le major McGuire.
Juno se rend peu à peu compte que le général Skyros se cache dans la maison du Dr Andros, qui est en réalité un collaborateur du mouvement paramilitaire. Entre temps, ua combattante de l’EOKA, Haghios, souhaite éliminer Juno, à cause de sa relation amoureuse naissante avec McGuire.
Haghios organise une embuscade pour tuer Junon, qui échoue lorsqu'elle est sauvée par le fils du Dr Andros, Emile, qui est mortellement blessé. La jeune étudiante parvient à s’échapper avant d'être finalement aidée par McGuire, qui l’amène chez lui. Haghios mène alors une attaque contre l’appartement de McGuire sans succès car elle est stoppée par l'action d’un autre officier du renseignement britannique, Baker, qui a eu une liaison avec la femme de McGuire.
S’envolant pour Athènes, Juno se rend compte que Haghios est dans l’avion et à son arrivée à l'aéroport, cette dernière tente de la tuer à nouveau mais blesse mortellement Baker. McGuire finit par l'abattre froidement et lui et Juno partent ensemble.

## Fiche technique
- Affiche : Jean Mascii (France)

## Distribution
- Dirk Bogarde (VF : Roland Ménard) : Maj. McGuire
- Susan Strasberg : Juno (Janou en VF) Kozani
- Joseph Fürst (VF : Louis Arbessier) : Dr Andros
- Katherine Kath (VF : Jacqueline Morane) : Mrs. Andros
- Colin Campbell : Emile Andros
- George Chakiris (VF : Marc Cassot) : Haghios
- Denholm Elliott (VF : Michel Gatineau) : Lt. Charlie Baker
- Nigel Stock (VF : Georges Hubert) : Col. Park
- Grégoire Aslan : Gen. Stavros Skyros
- Paul Stassino (VF : Henry Djanik) : Alkis